# Altenroda
Altenroda is een plaats en voormalige gemeente en plaats in de Duitse deelstaat Saksen-Anhalt, en maakt deel uit van de Landkreis Burgenlandkreis.
Altenroda telt 567 inwoners.

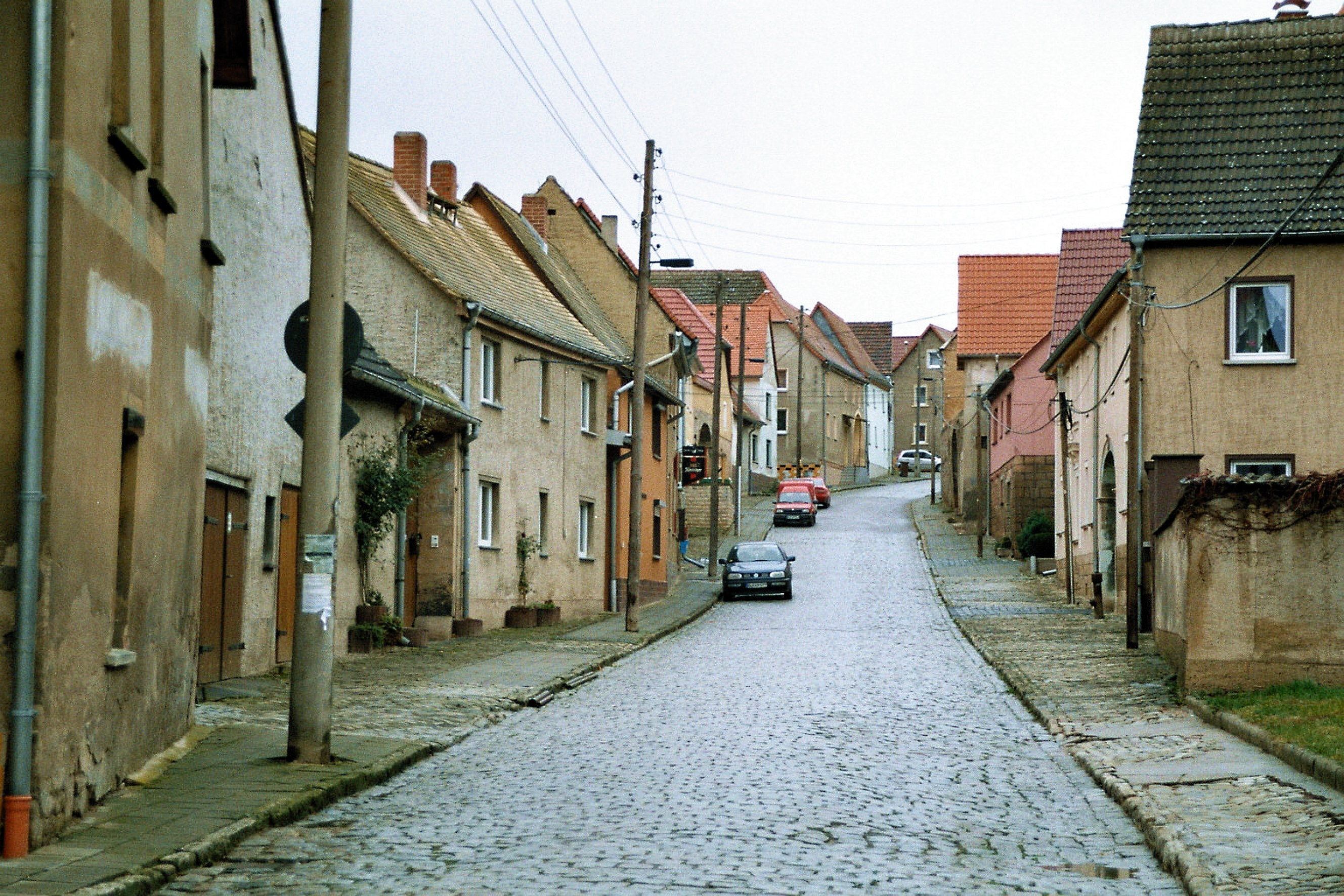
Dorpsstraat van Altenroda
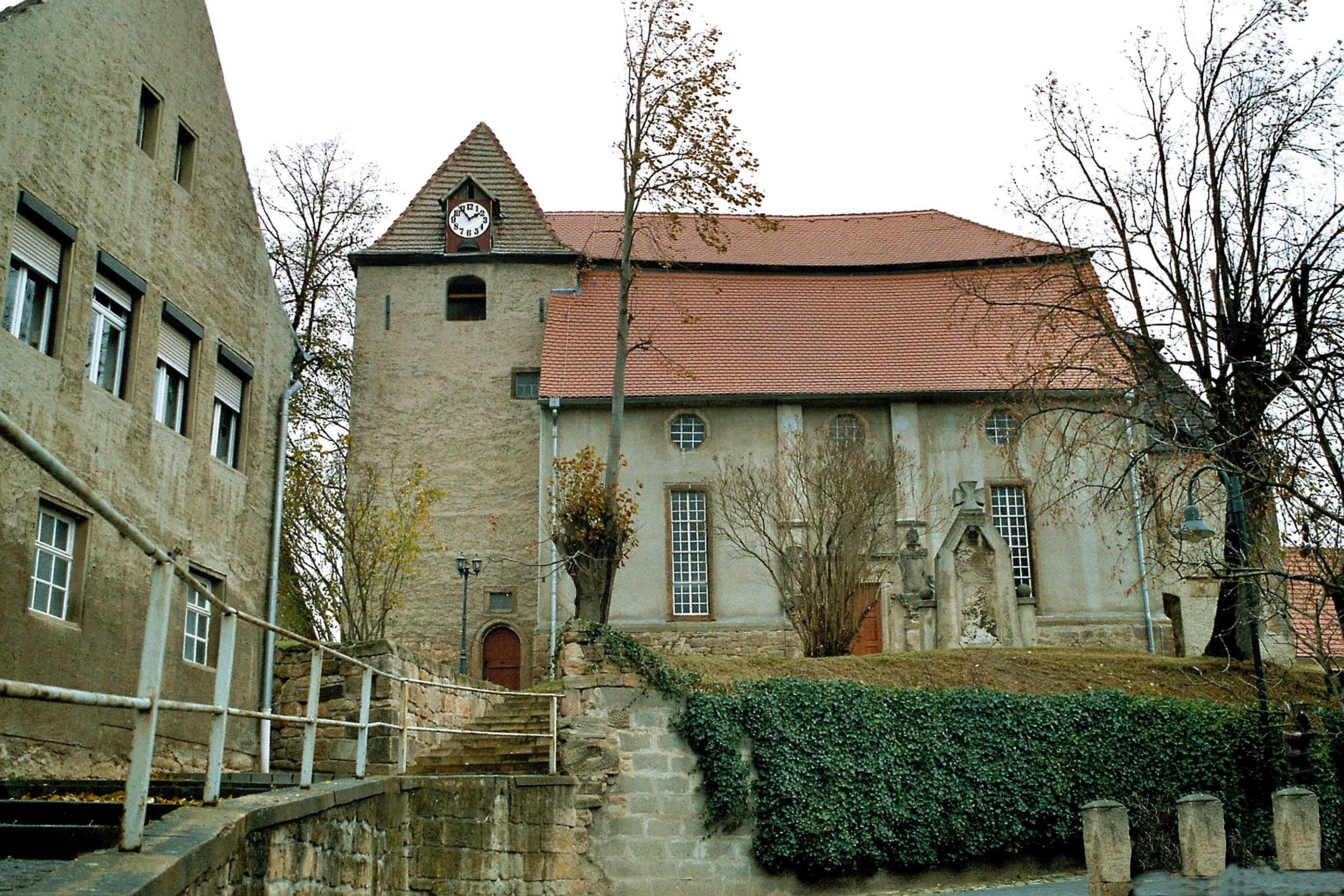
Kerk van Altenroda